# MAZ
MAZ (în belarusă Вытворчае рэспубліканскае ўнітарнае прадпрыемства "Мінскі аўтамабільны завод") este o companie producătoare de camioane, autobuze și troleibuze din Belarus. Autobuzele MAZ pot fi găsite în circulație atât în Belarus cât și în Polonia, România, Rusia și Ucraina.
MAZ are mai multe fabrici:
- РУП «БААЗ» (în Baranovici)
- РУП «ОЗАА» (în Asipovici)
- РУА «КЗТШ» (în Jodino)
- РУП «Литмаш» (în Minsk),
- ПРУП «ДЭМЗ» (în Dzyarzhynsk)
- РУП «СтройМАЗтрест» (în Minsk)

## Galerie

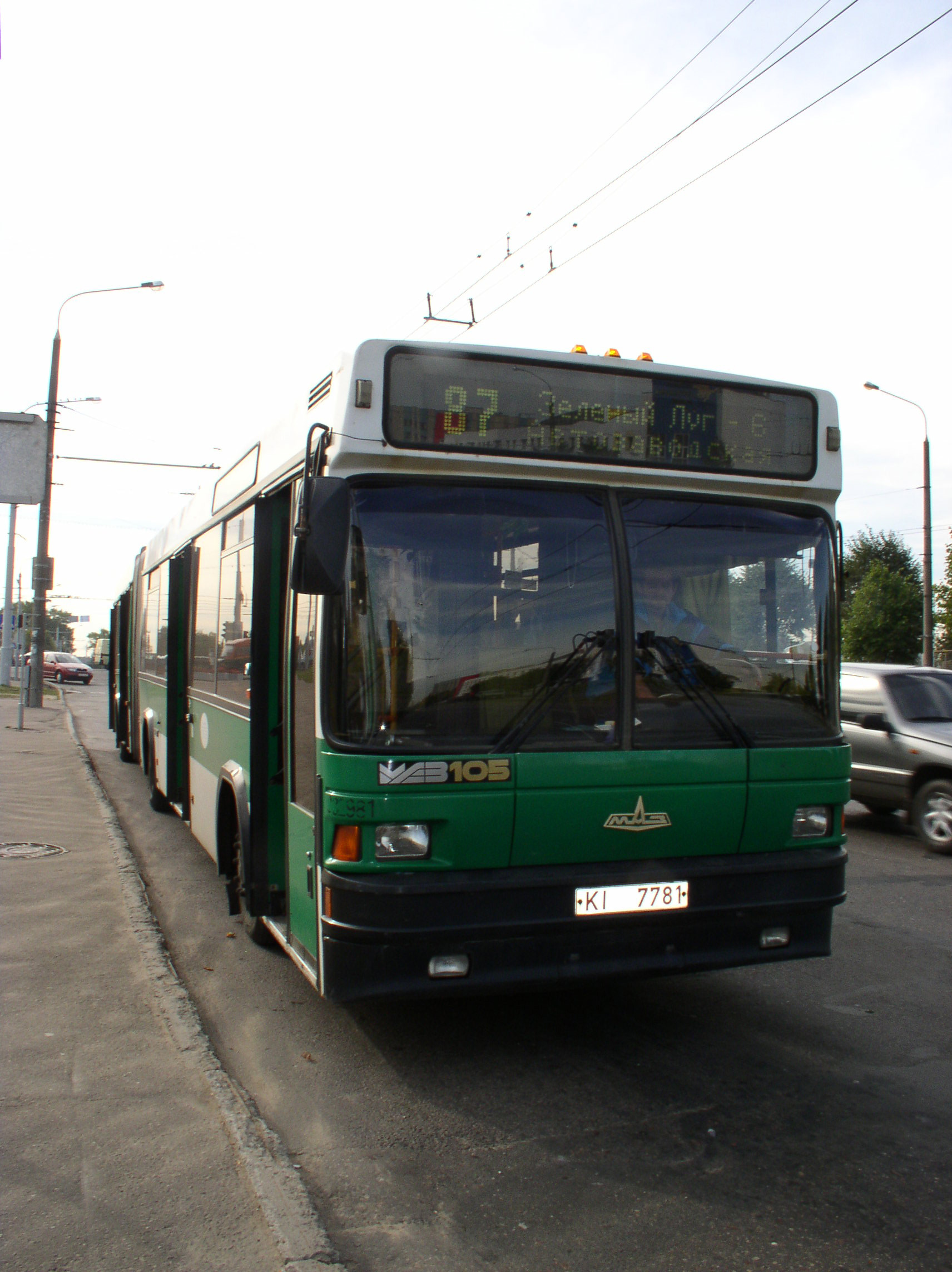
Autobuzul MAZ-105.
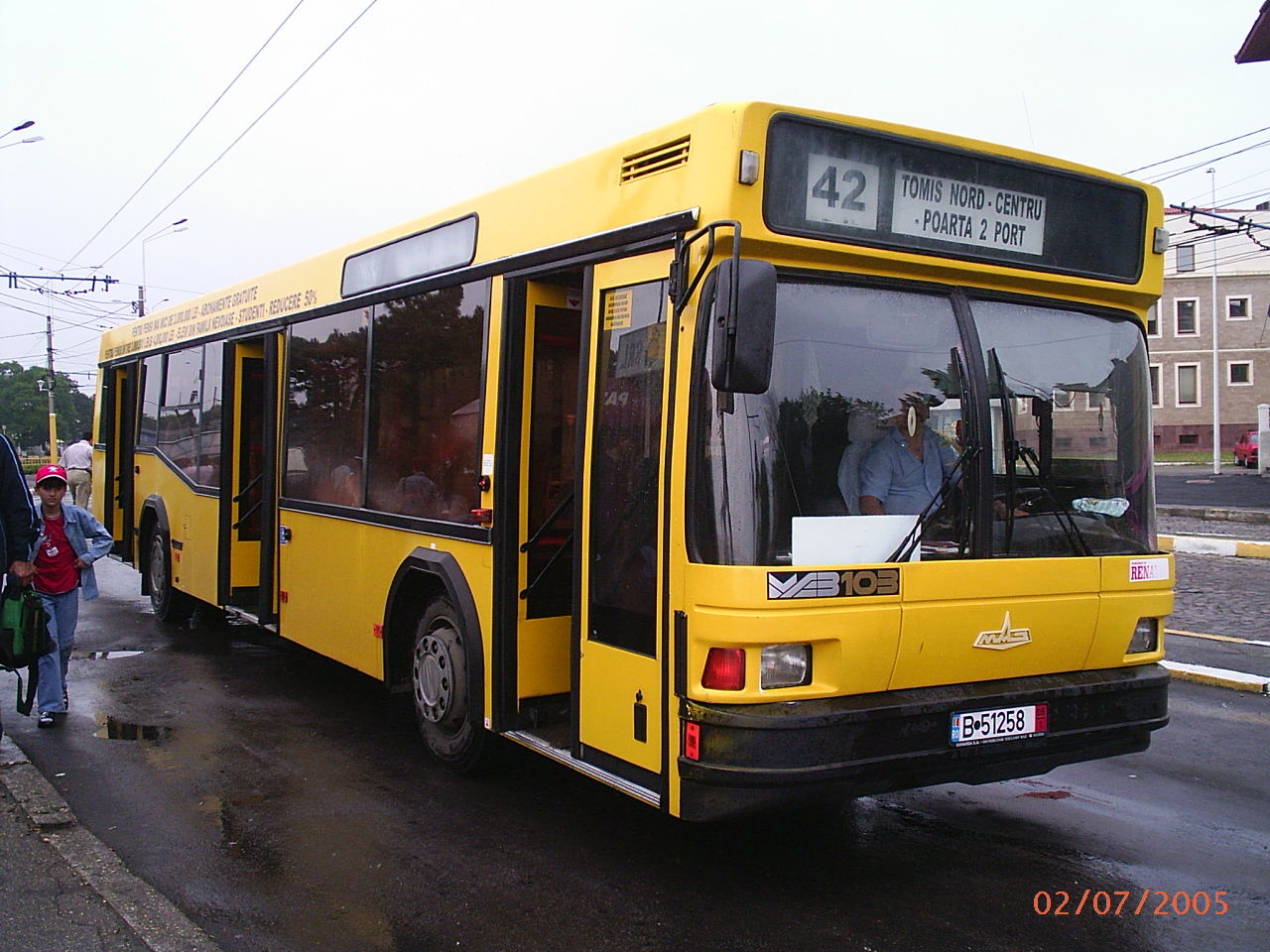
Autobuzul MAZ-103 în Constanţa, România
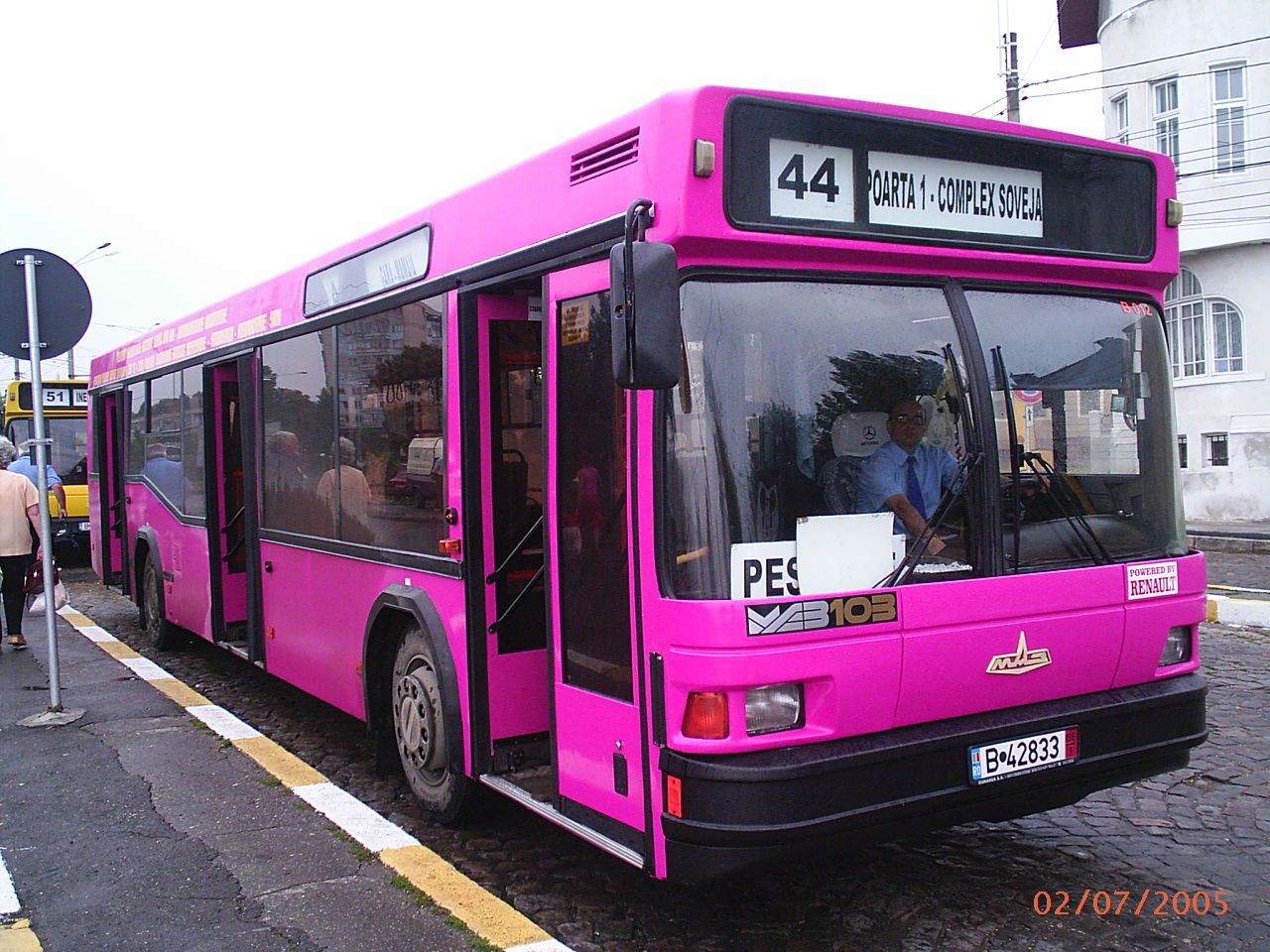
Autobuzul MAZ-103 în Constanţa, România
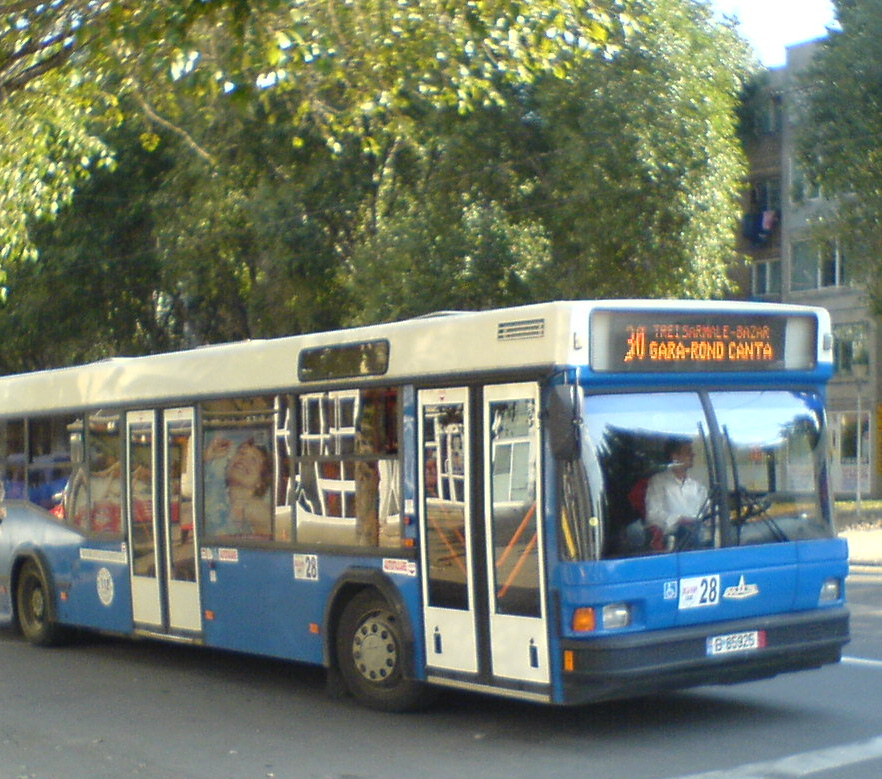
Autobuzul MAZ-103 în Iași, România
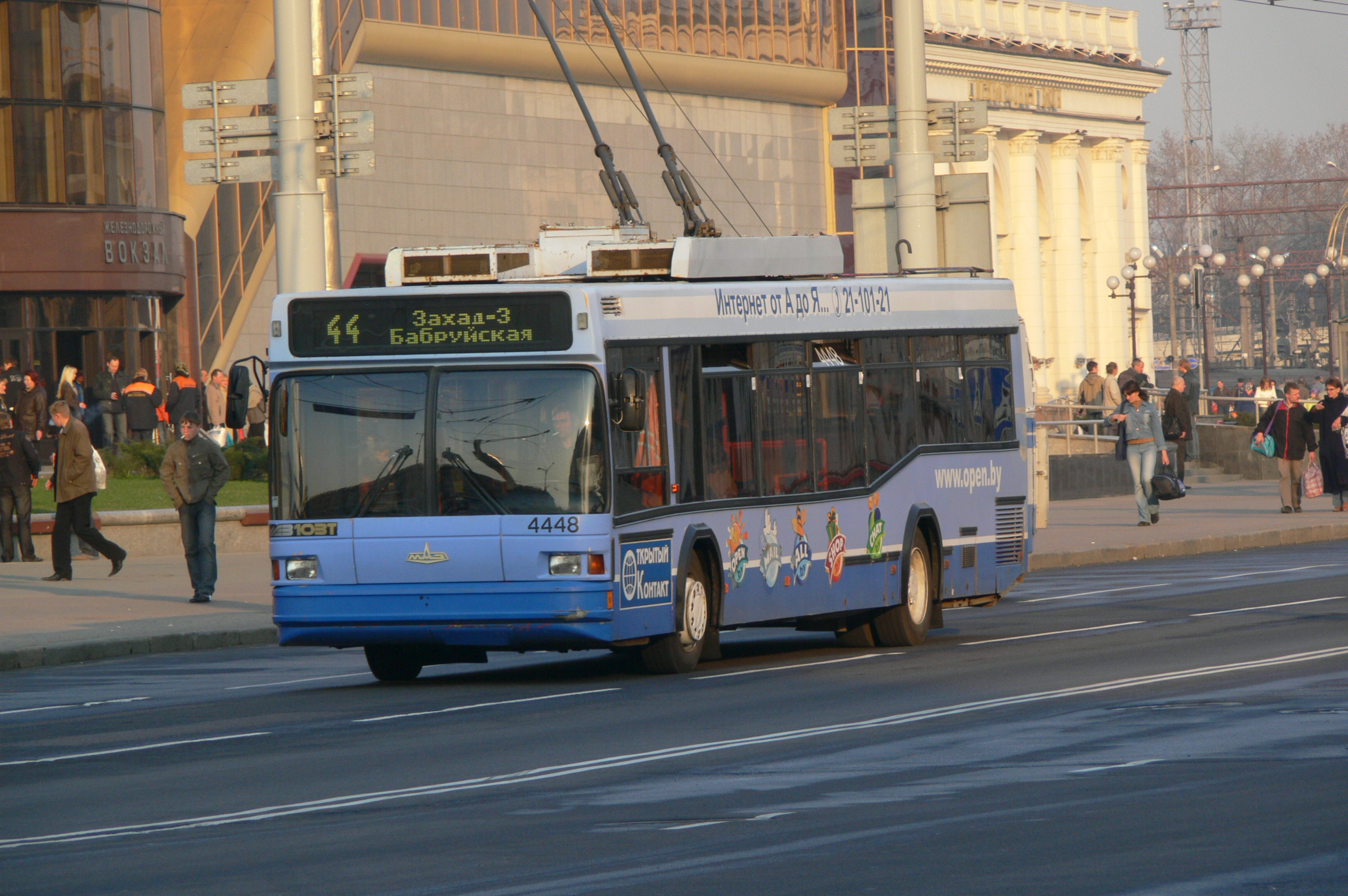
Troleibuzul MAZ-103t în Minsk
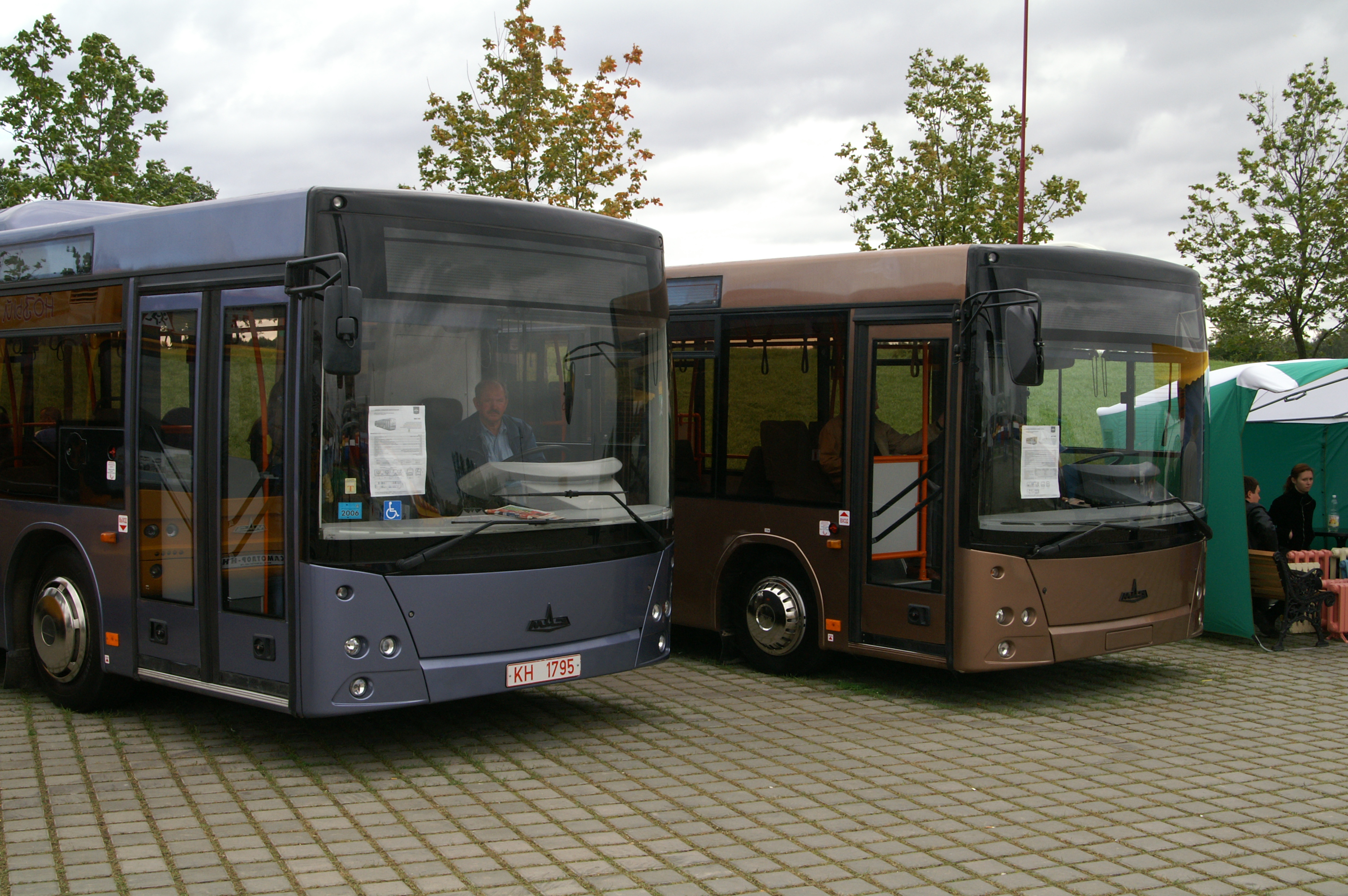
Autobuzele MAZ-203 și MAZ-206
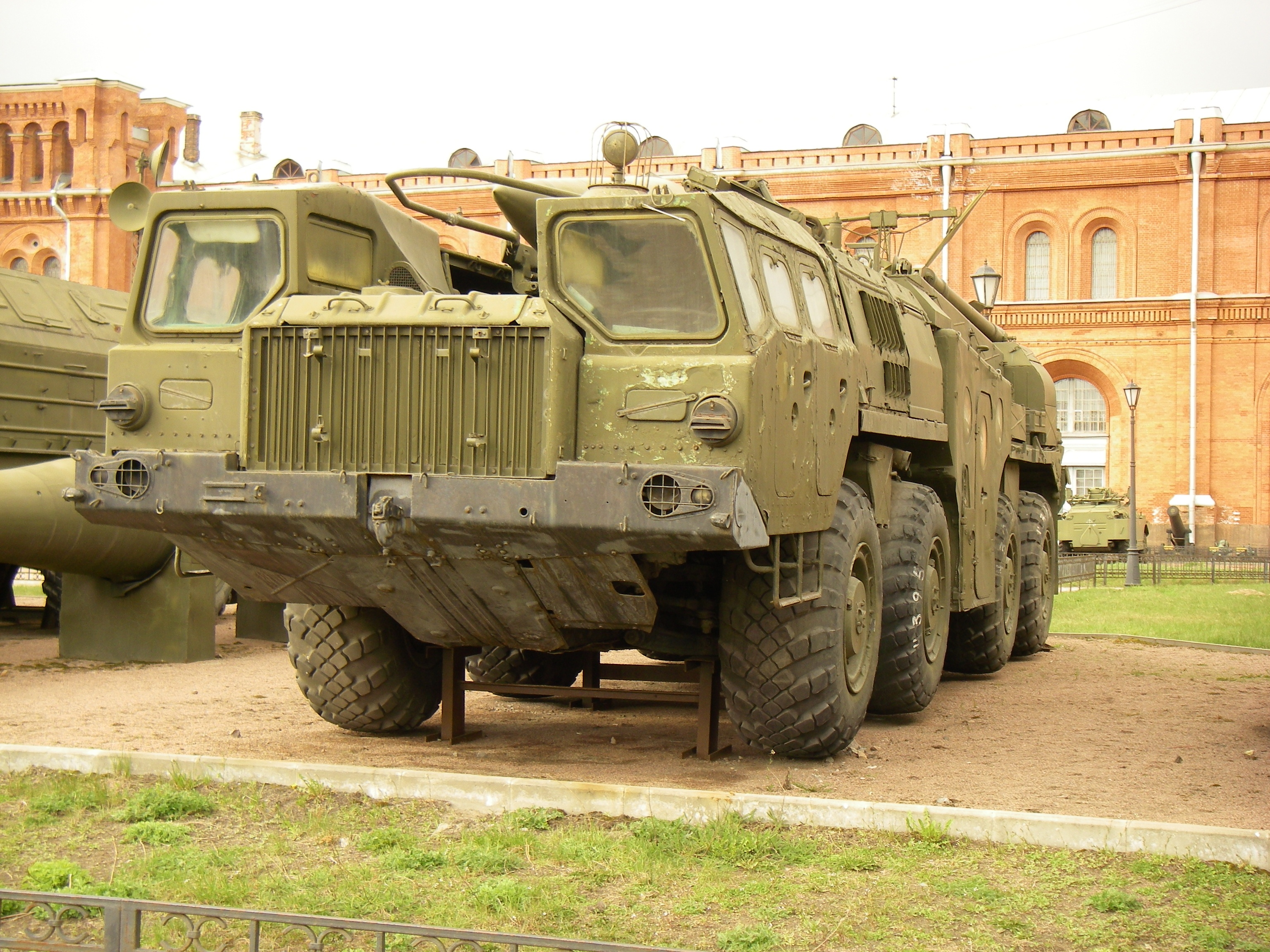
Lansatorul de rachete 9K72 (9P117)
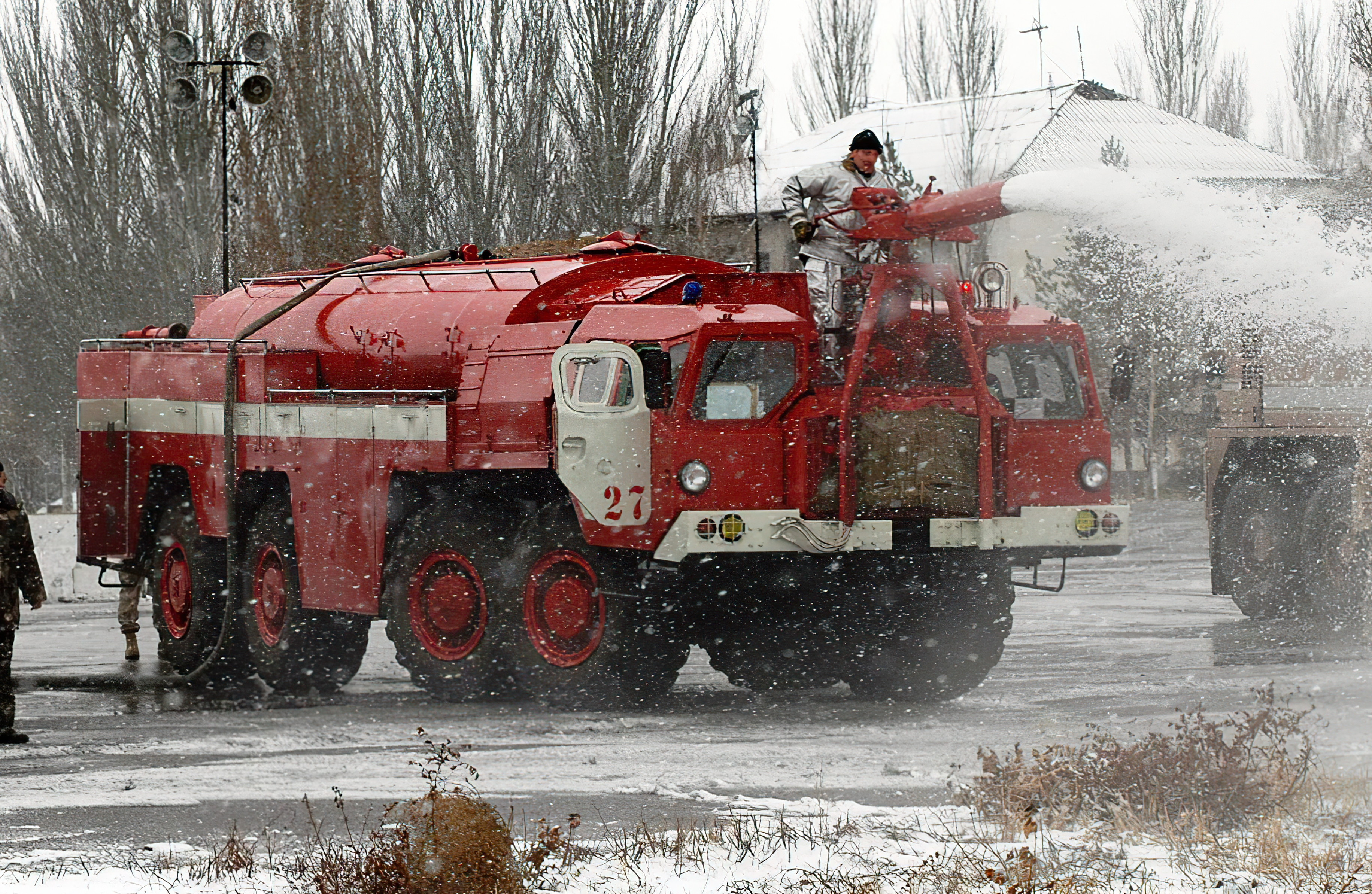
MAZ-543